# Galvagnina
Galvagnina è una frazione del comune di Pegognaga, in provincia di Mantova.

## Monumenti e luoghi di interesse
- Villa Galvagnina Vecchia, del XVI secolo.
- Chiesa di Galvagnina